# آیریس یاسمین آگیلار
آیریس یاسمین آگیلار (انگلیسی: Iris Yassmin Barrios Aguilar؛ زادهٔ تاریخ ورودی نامعتبر است) قاضی اهل گواتمالا است.
وی همچنین برندهٔ جوایزی همچون جایزه بین‌المللی زنان شجاع شده‌است.